# Грила
Гри́ла (исл. Grýla) — исландский мифологический персонаж, чудовищная великанша, живущая в горах Исландии. Страшилка для непослушных детей; родители пугают своих чад рассказами о том, что Грила приходит с гор на Рождество в поисках ослушников, которые не хотят есть или постоянно ноют.

## История образа
Грила представляется то великаншей, то лисой с пятнадцатью хвостами. Вероятно, ассоциация образа Грилы с лисой связана с тем, что лисы являются самыми крупными хищниками в Исландии, замешанными в краже молодых ягнят, а их укус бывает опасен, так как эти животные переносят бешенство. Страшная легенда о Гриле бытовала в Исландии на протяжении многих веков — её имя даже помянуто в Младшей Эдде, написанной Снорри Стурлусоном в XIII столетии.
Большинство историй, повествующих о Гриле, были предназначены для запугивания непослушных детей: так, любимым блюдом Грилы, обладающей ненасытным аппетитом, являлось жаркое из проказников. До XVII столетия образ Грилы не был непосредственно связан с Рождеством, но к этому времени её стали считать матерью Йоласвейнаров (исландских Дедов Морозов). В стихотворении «Старая тула о детях Грилы» (Gömul þula um Grýlubörn) говорится, что их было 20, но двое самых младших близняшек умерли ещё в колыбели. Считается также, что их число 8 или 13, а в XX веке они стали особенно популярны как дарители небольших рождественских подарков послушным детям, которые клали в башмаки; для непослушных же припасали камень, кусок угля или картофелину.
В 1746 году издан общественный декрет, который запрещал использование образов Грилы и Йоласвейнаров в качестве детских «страшилок».
Согласно фольклорным данным, Грила трижды выходила замуж. Первым её мужем был Густи (Gusti), вторым — Кюлдаболи (Kuldaboli). Последний, третий муж, Леппалуди (Leppalúði), — лентяй и вечный лежебока; он, как говорят, живёт с Грилой и сыновьями в горной пещере вместе с ужасным большим чёрным Йольским котом (Jólaköttur). Незадолго до Рождества Грила берёт большой мешок и отправляется искать непослушных мальчиков и девочек.

## В популярной культуре
Сказания о Гриле нашли отражение во многих рассказах, стихах и песнях исландских писателей. Иногда великанша умирает в конце истории. Так, в книге «Йоль приближается» («Йоль идёт», Jólin Koma, 1932) Йоуханнеса из Катлара (Jóhannes úr Kötlum) рассказывается, что Грила растёт, если дети плохо себя ведут, а благодаря послушным детям может похудеть и вовсе сгинуть с голоду.
После извержения исландского вулкана Эйяфьядлайёкюдль в 2010 году сатирическая служба новостей «The Onion» назвала Грилу виновницей этого стихийного бедствия.
В Исландии известен гейзер под именем Грила, извергающий пароводяную смесь на высоту 15 метров приблизительно через каждые 2 часа.
Грила является одним из антагонистов видеоигры God of War: Ragnarok.
Грила является главным антагонистом в фильме 2024 года  Red One (Миссия  Красный). Ее играет Кирнан Шипка.